# Conolophus
Genul Conolophus este reprezentat de iguane de uscat din Insulele Galapagos. Aceste iguane sunt strâns înrudite cu iguanele marine, dar se diferențiază prin caracteristicile lor anatomice și comportamentale.

## Descriere
Iguanele genul Conolophus, pot crește până la 110 cm lungime, în funcție de specie și sex. Culoarea corpului variază de la roșu-cărămiziu pe partea superioară a corpului, la maro închis pe laterale. Capul este de obicei galben-lămâie, portocaliu deschis sau gălbui.
Sunt animale ovipare, iar femelele depun între 3 și 12 ouă într-un cuib săpat în pământ. Perioada de incubație poate dura între 3 și 4 luni, în funcție de temperatura mediului. 
Aceste iguane sunt erbivore și se hrănesc cu o varietate de plante endemice din Insulele Galapagos, inclusiv cactuși, frunze de arbust și flori. Unele specii se specializează în anumite plante, precum iguana terestră din Fernandina, care se hrănește aproape exclusiv cu cactusul Brachycereus nesioticus. Alimentația lor variază în funcție de sezon și de disponibilitatea hranei.

## Specii extante
Deși numărul de specii din acest gen a fost întotdeauna subiect de dezbatere, cercetările recente sugerează existența a trei specii distincte:
| Imagine | Denumire științifică    | Denumire comună                    | Habitat natural                                                                                               |
| ------- | ----------------------- | ---------------------------------- | --- |
|         | Conolophus subcristatus | Iguana terestră de Galapagos       | Insula Fernandina, Insula Isabela, Insula Santa Cruz, Insula Seymour Nord, Insula Baltra și Insula Plaza Sud. |
|         | Conolophus marthae      | Iguana roză de uscat din Galapagos | Vulcanul Wolf, nordul insulei Isabela                                                                         |
|         | Conolophus pallidus     | Iguana de uscat din Santa Fe       | Insula Santa Fe                                                                                               |